# O Novo Passo
O Novo Passo é o único single lançado pela banda A Banca. Foi considerada uma das melhores músicas nacionais de 2013 pela revista Rolling Stone Brasil.
O lançamento oficial da música se deu no dia 24 de Agosto de 2013, na rádio Jovem Pan!. Um dia antes, porém, a música havia sido tocada pela primeira vez num show.
Foi a última música de trabalho do músico Champignon.

## A Canção
A música, além de falar sobre recomeço, amor e coragem, ressalta a importância da união, que os ex-integrantes do Charlie Brown Jr. sempre se preocuparam em mostrar.

### Músicos
- Champignon - Vocais
- Thiago Castanho - Guitarra
- Marcão - Guitarra
- Lena Papini - Baixo
- Bruno Graveto - Baterias